# Steatoda paykulliana
Steatoda paykulliana är en spindelart som först beskrevs av Charles Athanase Walckenaer 1805.  Steatoda paykulliana ingår i släktet vaxspindlar, och familjen klotspindlar. Utöver nominatformen finns också underarten S. p. obsoleta.